# 고데라정
고데라정(香寺町)은 효고현 남서부에 위치했던 정으로, 간자키군에 속했다.
2006년 3월 27일, 히메지시에 편입합병되었다.

## 지리
히메지시시와의 경계에 이치강이 흐르고 있다. 세토내해식 기후에 속해 온난하다.

## 역사
- 1954년 3월 31일 - 고로촌, 나카데촌이 성립하였다.
- 2006년 3월 27일 - 히메지시에 편입되었다. 동일 고데라정은 폐지되었다.

## 교통

### 도로
- 국도 제312호선 (일본)(일본어판)